# Conanthera parvula
Conanthera parvula là một loài thực vật có hoa trong họ Tecophilaeaceae. Loài này được (Phil.) Muñoz-Schick mô tả khoa học đầu tiên năm 2000.